# 고무라 주타로
고무라 주타로(일본어: 小村壽太郎, 1855년 10월 26일 ~ 1911년 11월 26일)는 일본 제국(메이지 시대)의 외무관료이다. 외교관, 외무대신 등을 역임하였다.

## 약력
휴가 오비번(지금의 미야자키현 니치난시) 출신으로 오비번사 고무라 간페이의 장남으로 태어났다.
1870년 대학남교(大学南校, 도쿄 대학 전신)에 입학했다. 제1회 문부성 해외유학생에 선발되어 하버드 로스쿨로 유학을 갔다. 그는 하버드에서 1877년에 법학 학사 학위를 취득하였다.
사법성에 입들어가 대심원 판사를 거쳐 외무성에 전출하였다. 무쓰 무네미쓰에게 인정받아 청나라 대리공사를 맡기도 하였다. 청일전쟁 후 주한 판리공사, 외무차관, 주미, 주러공사를 역임하였다. 1900년 의화단 사건에서는 강화회의 전권으로서 사무처리를 맡았다.
1901년 제1차 가쓰라 내각의 외무대신에 취임하였다. 1902년 체결한 영일동맹을 적극적으로 주장한 공으로 남작위를 수여받아 화족 반열에 오른다. 1904년 러일전쟁에서 전시외교를 담당하고 1905년 포츠머스 회의에서 일본전권으로서 참석하여 러시아측 전권대사인 세르게이 비테와 교섭하여 포츠머스 조약을 조인한 공으로 백작으로 승작하게 된다.
1908년 성립한 제2차 가쓰라 내각의 외무대신을 다시 맡았다. 막말 이래 불평등조약을 해소하기 위하여 조약개정의 노력을 하여 1911년에 미일통상항해조약을 조인하여 관세자주권의 회복을 이루었다. 러일협약을 체결하여 한국을 병합하는데에도 관여하여 일관된 일본의 대륙정책을 진행시키고 이러한 공으로 후작으로 승작하게 된다.
그 해 외무대신 사임 후 사망하였고 후작위는 장남 긴이치가 습작하였다.

## 같이 보기
- 에드워드 헨리 해리먼
- 남만주철도주식회사
- 한일 병합 조약